# 7 Dywizja Lotnictwa Transportowego
7 Dywizja Lotnictwa Transportowego – lotniczy związek taktyczny Sił Zbrojnych Federacji Rosyjskiej.

## Struktura organizacyjna
W 1991
- dowództwo – Melitopol, Ukraińska SRR
- 25 Gwardyjski Moskiewski pułk lotnictwa transportowego – Melitopol - 1
- 175 pułk lotnictwa transportowego – Melitopol - 1
- 369  pułk lotnictwa transportowego  – Dzankoj